# Sataspes uniformis
Sataspes uniformis är en fjärilsart som beskrevs av Butler 1875. Sataspes uniformis ingår i släktet Sataspes och familjen svärmare. Inga underarter finns listade.